# Saovabha Phongsri

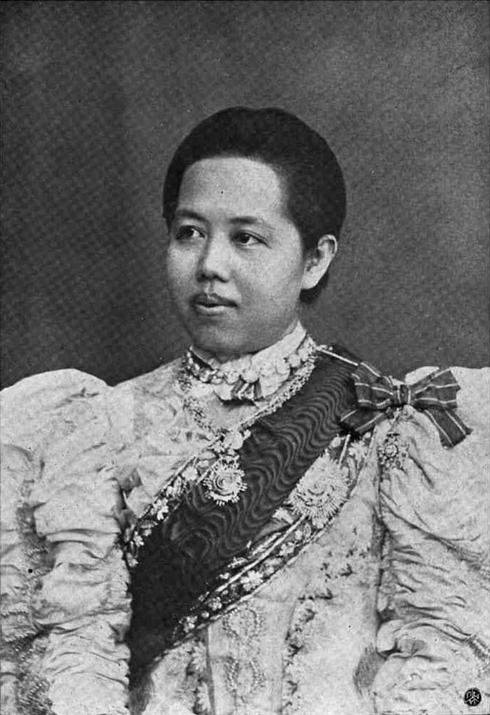
Königin Saovabha Phongsri

Saovabha Phongsri (Thai: เสาวภาผ่องศรี, RTGS: Saowapha Phongsi, Aussprache: [sǎwwáʔpʰaː pʰɔ̀ːŋsǐː]; * 1. Januar 1864 in Bangkok; † 20. Oktober 1919 ebenda) war eine Halbschwester von König Chulalongkorn (Rama V., reg. 1868 bis 1910) von Siam und seit 1878 auch dessen Gemahlin. 

## Leben
Saovabha war die Tochter von König Mongkut (Rama IV., reg. 1851 bis 1868) und seiner Gemahlin Piyamavadi (Piam Sucharitakul). Sie war die jüngste Schwester der späteren Königinnen Sunandha Kumariratana und Savang Vadhana. 1878 wurde sie Gemahlin ihres Halbbruders Chulalongkorn, mit dem sie neun Kinder bekam, von denen vier bereits früh starben. Sie gebar die späteren Könige von Siam Vajiravudh (reg. 1910 bis 1925) und Prajadhipok (reg. 1925 bis 1935), den letzten absoluten Monarchen des Reiches. Gemäß der Tradition des siamesischen Königshauses verlieh König Vajiravudh seiner Mutter den Titel der Königinmutter Sri Bajrindra (thailändisch ศรีพัชรินทรา, RTGS Si Phatcharinthra). 
Während der großen Europareise von König Chulalongkorn im Jahr 1897 fungierte Saovabha als erste weibliche Regentin in der Geschichte Thailands. Nach seiner Rückkehr verlieh König Chulalongkorn seiner Gemahlin den Titel Somdet Phra Nang Chao Saovabha Phongsri Phraborommarachininat (Thai: สมเด็จพระนางเจ้าเสาวภาผ่องศรี พระบรมราชินีนาถ), was in etwa einer Regentin entspricht. 1904 sorgte Saovabha für die Gründung der ersten Mädchenschule Siams, der Rajini-Schule in Bangkok.
Im Alter von 57 Jahren starb Königin-Mutter Saovabha im Jahr 1919 im Großen Palast von Bangkok.

## Wirkung
Das Institut für Antisera des Thailändischen Roten Kreuzes, das für seine Giftschlangenfarm bekannt ist, trägt zu Ehren der Königin den Namen Saovabha-Institut.

## Nachkommen

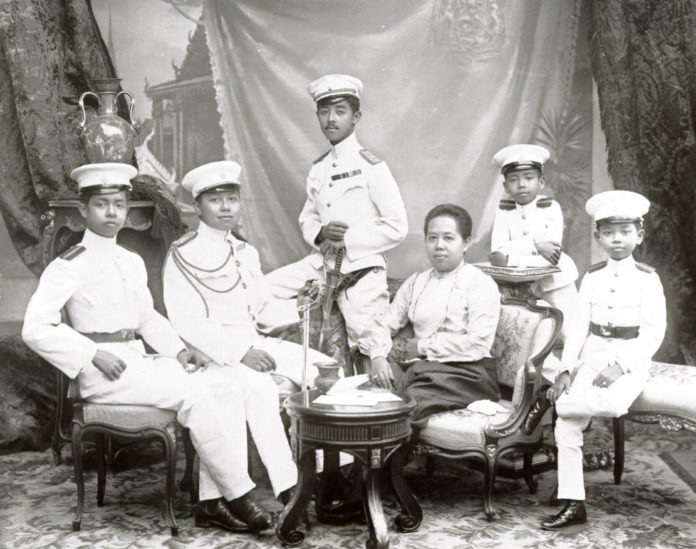
Königin Saovabha Phongsri und ihre Söhne: v. l. n. r. Asdang, Vajiravudh, Chakrabongse, Prajadhipok, Chudadhut (1905)

1. Prinzessin Bahurada Manimaya (1878–1887)
2. Kronprinz Maha Vajiravudh (später König Rama VI.) (1880–1925)
3. Prinz Tribejrudhamrong (1881–1887)
4. Prinz Chakrabongse Bhuvanath, Fürst von Phitsanulok (1882–1920)
5. Prinz Siriraj Kakudhabhanda (1885–1887)
6. Prinzessin (ohne Namen) (1884)
7. Prinz Asdang Dejavudh, Fürst von Nakhon Ratchasima (1889–1924)
8. Prinz Chudadhut Dharadilok, Fürst von Phetchabun (1892–1923)
9. Prinz Prajadhipok Sakdidej, Fürst von Sukhothai (später König Rama VII.) (1893–1941)